# Marian Stamm
Marian Stamm (ur. 9 grudnia 1911 w Poznaniu, zm. 9 października 2005 w Poznaniu) – polski artysta fotograf. Członek Okręgu Wielkopolskiego Związku Polskich Artystów Fotografików. Członek Stowarzyszenia Miłośników Fotografii w Poznaniu. Członek poznańskiego oddziału Polskiego Towarzystwa Fotograficznego.

## Życiorys
Marian Stamm związany z wielkopolskim środowiskiem fotograficznym, mieszkał i pracował w Poznaniu. Fotografował od 1924 roku, wówczas mając 13 lat – samodzielnie zaprojektował i zbudował swój pierwszy aparat fotograficzny, z pudełka po cygarach. W 1928 roku został członkiem poznańskiego Towarzystwa Miłośników Fotografii, prowadzonego przez Tadeusza Cypriana, ówczesnego redaktora Polskiego Przeglądu Fotograficznego (m.in. organizatora konkursu fotograficznego, w którym Marian Stamm po raz pierwszy zdobył nagrodę – aparat fotograficzny ufundowany przez firmę Foto-Greger). W 1945 roku był współzałożycielem Stowarzyszenia Miłośników Fotografii funkcjonującego przy Urzędzie Wojewódzkim w Poznaniu. W tym czasie był inicjatorem, organizatorem i aktywnym uczestnikiem wielu wystaw fotograficznych, organizowanych w ramach działalności w poznańskim SMF – w Polsce i za granicą (m.in. w Holandii, Francji, Szwajcarii). W 1948 roku został jednym z pierwszych członków Polskiego Towarzystwa Fotograficznego – poznańskiego oddziału PTF powstałego na bazie Stowarzyszenia Miłośników Fotografii w Poznaniu. W latach 1955–1958 prowadził sekcję artystyczną PTF. Od roku 1957 do 1961 był wiceprezesem Zarządu ówczesnego poznańskiego oddziału Polskiego Towarzystwa Fotograficznego, od 1961 do 1963 był wiceprezesem Zarządu Poznańskiego Towarzystwa Fotograficznego. W 1961 roku był twórcą i opiekunem sekcji przyrodniczej PTF. 
Marian Stamm był autorem i współautorem wielu wystaw fotograficznych; indywidualnych i zbiorowych; krajowych i międzynarodowych. Jego fotografie były prezentowane na wielu wystawach pokonkursowych, na których otrzymywały wiele akceptacji, nagród, wyróżnień, dyplomów i listów gratulacyjnych. Szczególne miejsce w jego twórczości zajmowała fotografia krajoznawcza, krajobrazowa, fotografia dokumentalna oraz fotografia przyrodnicza. W latach 1950–1953 był członkiem Okręgu Wielkopolskiego Związku Polskich Artystów Fotografików i ponownie wstąpił do ZPAF w 1961 roku. Był dwukrotnym laureatem nagrody Ministerstwa Kultury i Sztuki. 